# Gerhard Witt
Gerhard Witt (* 3. Juli 1912 in Rößel; † 19. Mai 1945 in Elbing) war ein deutscher römisch-katholischer Geistlicher und Märtyrer.

## Leben
Gerhard Witt, Sohn eines Musiklehrers, machte 1931 Abitur in Rößel, studierte katholische Theologie in Braunsberg und München und wurde am 7. März 1937 in Frauenburg zum Priester geweiht. Er war Kaplan in Legienen und ab 1938 in Heilsberg, wo er von der Gestapo verhört und bespitzelt wurde.
Als die Stadt von der Roten Armee besetzt wurde, lernte Kaplan Witt Russisch und erreichte mehrfach, dass russische Soldaten von ihren Opfern abließen. Mitte Februar 1945 wurde er über Landsberg und Bartenstein nach Insterburg in das Lager Georgenburg und Ende April über Mohrungen nach Elbing verschleppt, wo er in den Schichau-Werken für Abreißarbeiten eingesetzt war. Am 19. Mai 1945 starb er dort an Typhus. Er war 32 Jahre alt.

## Gedenken
Die Römisch-katholische Kirche in Deutschland hat Gerhard Witt als Märtyrer aus der Zeit des Nationalsozialismus in das deutsche Martyrologium des 20. Jahrhunderts aufgenommen.

## Quelle
- Dorothea Triller: Kaplan Gerhard Witt. In: Zeugen für Christus. Das deutsche Martyrologium des 20. Jahrhunderts. Hrsg. Helmut Moll im Auftrag der Deutschen Bischofskonferenz. Bd. 1. Siebte, überarbeitete und aktualisierte Auflage. Schöningh, Paderborn 2019, S. 820–822.

| Personendaten    | Personendaten                                           |
| ---------------- | ------------------------------------------------------- |
| NAME             | Witt, Gerhard                                           |
| KURZBESCHREIBUNG | deutscher römisch-katholischer Geistlicher und Märtyrer |
| GEBURTSDATUM     | 3. Juli 1912                                            |
| GEBURTSORT       | Rößel                                                   |
| STERBEDATUM      | 19. Mai 1945                                            |
| STERBEORT        | Elbing                                                  |